# 郑华炽
郑华炽（1903年8月18日—1990年2月7日），男，广东中山人，中国光谱学家、物理教育家，曾任北京师范大学物理系教授。